# Eleição municipal de Joinville em 2012
A eleição municipal de Joinville em 2012 foi realizada em dois turnos, o primeiro ocorreu no dia 2 de outubro de 2012 e o segundo em 28 de outubro do mesmo ano. A cidade foi às urnas para eleger um prefeito, um vice-prefeito e 19 vereadores no município de Joinville, no Estado de Santa Catarina, no Brasil. O prefeito eleito foi Udo Döhler, do PMDB, no segundo turno com 54,64% dos votos válidos, disputando com Kennedy Nunes do PSD que obteve 45,35% dos votos. Para o Legislativo Municipal, o candidato mais bem votado foi o vereador eleito Patrício Destro (PSD), que recolheu 6.189 votos (2,12% dos votos válidos).

## Campanha

### A campanha do primeiro turno
O prefeito incumbente, Carlito Merss (PT), articulou chapa junto ao Partido Progressista, em uma composição com Eni Voltolini (PP) como candidato a vice-prefeito. No entanto, em 25 de agosto, a chapa foi cassada pela Justiça Eleitoral, considerando violação da Lei Eleitoral por gasto excessivo com publicidade institucional da Prefeitura de Joinville no primeiro semestre de 2012.
Durante a campanha eleitoral, os candidatos Udo Döhler (PMDB), Kennedy Nunes (PSD) e Marco Tebaldi (PSDB) se revezaram no primeiro lugar das pesquisas feitas pelo IBOPE.
Em sua propaganda eleitoral, o candidato do PSOL, Leonel Camasão, mostrou cena em que dois homens se beijavam. Este fato trouxe notoriedade nacional à campanha após um colunista do Jornal da Cidade qualificar a propaganda como "asquerosa". Posteriormente, o Ministério Público de Santa Catarina ajuizaria ação em face do jornal e do colunista por conduta de homofobia.

### A campanha do segundo turno
Após recolher votação expressiva no primeiro turno, o candidato pessedista Kennedy Nunes era apontado como favorito na disputa do segundo turno. Em uma sondagem, chegou a pontuar com 59% das intenções de voto. Aderiram à sua campanha de segundo turno o prefeito incumbente Carlito Merss (PT), o governador do estado, Raimundo Colombo (PSD), e o terceiro colocado do primeiro turno, Marco Tebaldi (PSDB).
Para reverter essa tendência, o Döhler formou alianças com PR, PCdoB, PRB, PV e parte do PPS. Além disso, o apoio do ex-prefeito e ex-governador Luiz Henrique da Silveira (PMDB) foi determinante para a campanha do peemedebista. No mais, houve alguns erros por parte da campanha do PSD que propiciaram a sua implosão, como um episódio envolvendo a publicação em rede social de uma foto de Nunes tirada com um bispo. Em resposta a isso, a Igreja Católica divulgou uma nota de repúdio contra a divulgação, chamando-a de antiética e negando que a imagem representasse um apoio da instituição ao candidato. Nunes respondeu, também em nota, que estranhou o comportamento da igreja.
Em 24 de outubro, Döhler afirmou que, caso eleito fosse, renunciaria ao seu salário de prefeito. Afirmou, ainda, que pretendia utilizar esse montante a atividades comunitárias no município.

## Resultados

### Prefeito
Primeiro turno
Quatro candidatos disputaram o cargo de Prefeito de Joinville. Os dois candidatos mais bem votados, Kennedy Nunes (PSD) e Udo Döhler (PMDB), seguiram para o segundo turno.
| Candidato(a)            | Vice                    | 1º Turno | 1º Turno    |
| Candidato(a)            | Vice                    | Votação  | Votação     |
| Candidato(a)            | Vice                    | Total    | Porcentagem |
| ----------------------- | ----------------------- | -------- | ----------- |
| Kennedy Nunes (PSD)     | Afonso Ramos (PSD)      | 100.058  | 41,42%      |
| Udo Döhler (PMDB)       | Rodrigo Coelho (PDT)    | 85.817   | 35,52%      |
| Marco Tebaldi (PSDB)    | Gilberto Boettcher(PPS) | 45.697   | 18,92%      |
| Leonel Camasão (PSOL)   | Gabriel Chati (PSOL)    | 10.017   | 4,15%       |
| Total de votos válidos  | Total de votos válidos  | 241.589  | 75,32%      |
| Votos em branco         | Votos em branco         | 70.455   | 21,96%      |
| Votos nulos             | Votos nulos             | 8.735    | 2,72%       |
| Total de votos apurados | Total de votos apurados | 320.779  | 100%        |
| Abstenção               | Abstenção               | 48.923   | 13,23%      |
| Total de eleitores      | Total de eleitores      | 369.702  | 100%        |

Segundo turno
No dia 28 de outubro de 2012, Udo Döhler ganhou a disputa de segundo turno com 55,60% dos votos válidos.
| Candidato               | Vice                    | 2º Turno | 2º Turno    |
| Candidato               | Vice                    | Votação  | Votação     |
| Candidato               | Vice                    | Total    | Porcentagem |
| ----------------------- | ----------------------- | -------- | ----------- |
| Udo Döhler (PMDB)       | Rodrigo Coelho (PDT)    | 161.858  | 54,65%      |
| Kennedy Nunes (PSD)     | Afonso Ramos (PSD)      | 134.295  | 45,35%      |
| Total de votos válidos  | Total de votos válidos  | 296.153  | 94,07%      |
| Votos em branco         | Votos em branco         | 6.350    | 3,91%       |
| Votos nulos             | Votos nulos             | 12.305   | 2,02%       |
| Total de votos apurados | Total de votos apurados | 333.372  | 100%        |
| Abstenções              | Abstenções              | 54.894   | 14,85%      |
| Total de eleitores      | Total de eleitores      | 369.702  | 100%        |

### Vereador
| Partido            | Partido            | Candidato              | Votos   | Porcentagem |
| ------------------ | ------------------ | ---------------------- | ------- | ----------- |
|                    | PSD                | Patrício Destro        | 6.189   | 2,12%       |
|                    | PP                 | Sidney Sabel           | 5.488   | 1,88%       |
|                    | PMDB               | João Carlos Gonçalves  | 5.358   | 1,83%       |
|                    | PSDB               | Fábio Dalonso          | 4.897   | 1,68%       |
|                    | PMDB               | Rodrigo Fachini        | 4.432   | 1,52%       |
|                    | PT                 | Lioilson Corrêa        | 4.430   | 1,52%       |
|                    | PSD                | Maria Léia Hostim      | 4.234   | 1,45%       |
|                    | PMDB               | Cláudio Aragão         | 4.185   | 1,43%       |
|                    | PSD                | Odir Nunes             | 4.087   | 1,4%        |
|                    | PDT                | James Schroeder        | 4.013   | 1,37%       |
|                    | PMDB               | Maurício Soares        | 3.457   | 1,18%       |
|                    | PT                 | Adilson Mariano        | 3.405   | 1,17%       |
|                    | PPS                | Levi Rioschi           | 3.301   | 1,13%       |
|                    | PSDB               | Maurício Peixer        | 2.962   | 1,01%       |
|                    | PT                 | Manoel Francisco Bento | 2.906   | 0,99%       |
|                    | PSC                | Jaime Evaristo         | 2.871   | 0,98%       |
|                    | PSDB               | Roberto Bisoni         | 2.861   | 0,98%       |
|                    | PPS                | Dorval Preti           | 2.439   | 0,83%       |
|                    | PR                 | Maycon Cesar Rocher    | 1.993   | 0,68%       |
| → Votos brancos    | → Votos brancos    | → Votos brancos        | 16.545  | 5,16%       |
| → Votos nulos      | → Votos nulos      | → Votos nulos          | 12.102  | 3,77%       |
| Total apurado      | Total apurado      | Total apurado          | 320.779 | 86,77%      |
| Abstenção          | Abstenção          | Abstenção              | 48.923  | 13,23%      |
| Total de eleitores | Total de eleitores | Total de eleitores     | 369.702 | 100%        |